# 애플케어
애플케어(AppleCare)는 애플 제품의 보증 기간을 연장해 주는 제품이다. 아이폰, 아이팟, 맥, 아이패드 등에 적용할 수 있다.